# The Soul of Broadway
The Soul of Broadway é um filme mudo de drama policial estadunidense dirigido por Robert Brenon e lançado em 1915. É atualmente considerado um filme perdido.